# Дитрих Букстехуде
Ди́трих Букстеху́де (на немски: Dieterich Buxtehude; на датски: Diderik Buxtehude) (ок. 1637 – 9 май 1707 г.) е германско-датски органист и един от най-известните композитори от епохата барок. Произведенията му за орган са съществена част от традиционния репертоар и често се изпълняват на концерти и църковни служби. Творчеството на Букстехуде оказва огромно влияние върху европейската музика, включително върху творчеството на Йохан Себастиан Бах. Съвременни изследователи считат Букстехуде за най-големия германски композитор в периода между Хайнрих Шютц и Й. С. Бах.